# 트럭 시위

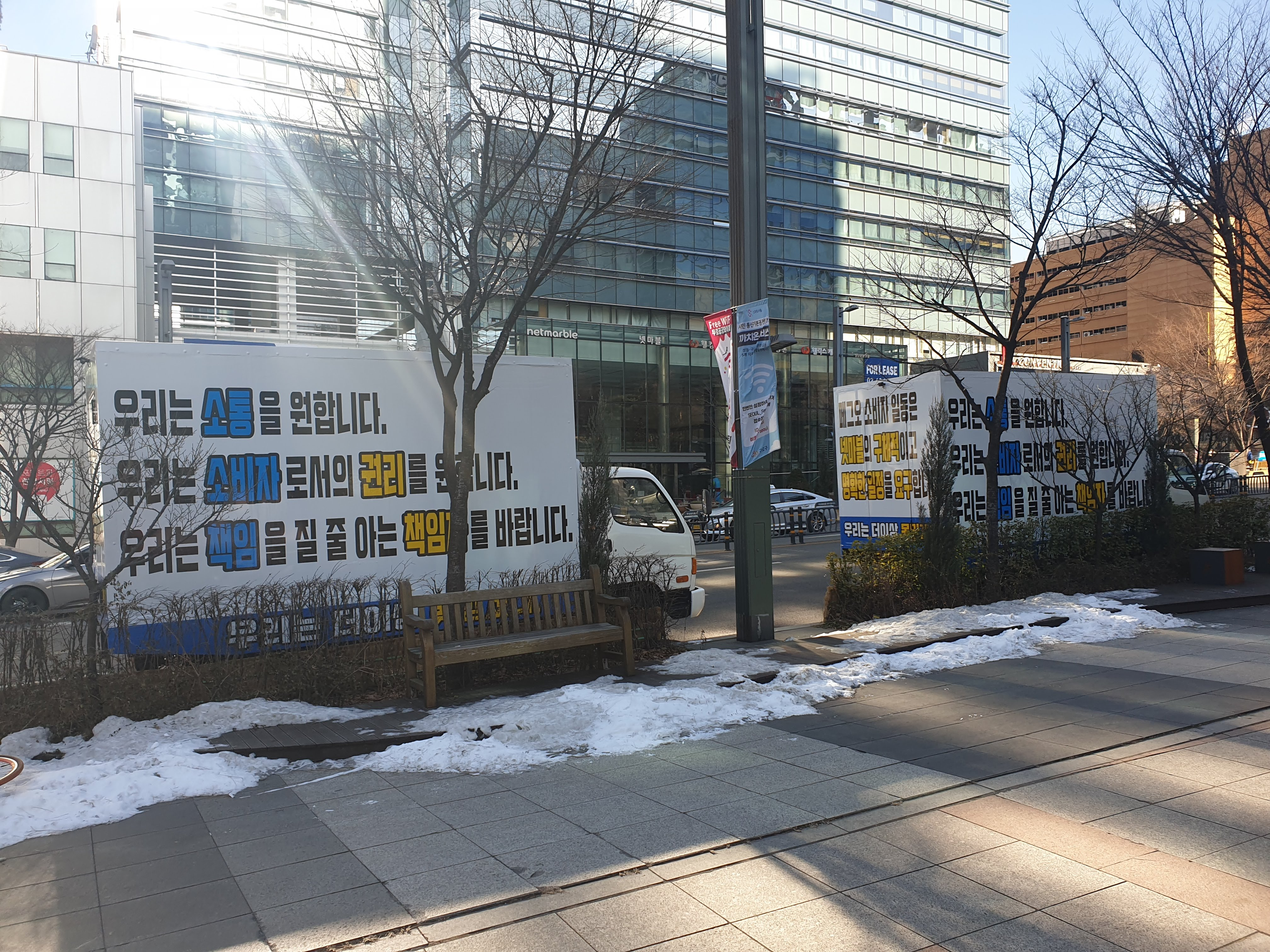
2021년 1월, 넷마블 본사 앞에서 열린 《페이트/그랜드 오더》 운영에 항의하는 트럭 시위.

트럭 시위, 또는 트럭 총공은 큰 LED 전광판을 탑재한 트럭을 특정한 회사 사옥 앞에 세우거나 근처 도로를 운행시키면서, 모니터에 메시지를 띄우는 형태로 이루어지는 시위 방식이다. 주된 목적은 관계자를 향한 직접적인 메시지 전달, 이후 언론 보도와 인터넷 커뮤니티를 통한 확산이다. 트럭 시위의 유행 요소로는 2020년 코로나19 범유행으로 인한 오프라인 집회 제한, 신문 및 버스 광고보다 높은 파급력, 트럭 동원 요금 충당을 위한 모금만으로 참여 가능한 간편한 방식 등이 꼽힌다.
본래 트럭 시위는 2019년경 '트럭 총공'이라는 이름으로, 블랙핑크, X1 등 K-pop 아이돌 팬덤이 가수의 소속사에 주로 사용하는 항의 방식이었다. 그러나 2020년 11월 프로게임단 T1의 팬덤이 코치진 선정에 대한 항의 및 선수 처우 개선을 요구하며 사옥 앞에 전광판 트럭을 보낸 이후, 게임 유저들이 확률형 아이템 비판 등 다양한 명분으로 게임사에 트럭 시위를 하면서 게임계에 안착하였다. 이 외에도 여자배구팀 팬, 스타벅스 노동자들도 전광판 트럭을 메시지 전달에 사용했다.

## 형태
트럭 시위는 큰 LED 전광판을 탑재한 트럭이 시위를 벌일 회사 사옥 주위 도로를 돌며, 전광판에 일정 시간을 기점으로 여러 메시지를 노출시키는 방식으로 이루어진다. 주된 목적은 관계자를 향한 직접적인 메시지 전달, 이후 언론 보도와 인터넷 커뮤니티를 통한 확산이다. 트럭 시위의 유행 요소로는 2020년 코로나19 범유행으로 인한 오프라인 집회 제한, 신문 및 버스 광고보다 높은 파급력, 트럭 동원 요금 충당을 위한 모금만으로 참여 가능한 간편한 방식 등이 꼽힌다.

## 사용 분야

### 연예계
본래 트럭 시위는 '트럭 총공'이라는 이름으로 K-pop 팬덤이 가수의 소속사에 주로 사용하는 항의 방식이었다. 연예계 트럭 시위의 시초는 2017년 YG 엔터테인먼트 소속 아이돌 그룹 IKON의 한국 활동 요구 시위이다. 이후로도 2020년 위너 멤버 송민호와 강승윤의 솔로 활동 지원, 2019년에서 2021년까지 세 차례에 걸친 블랙핑크의 컴백, 지수의 활동 홍보 요구 등 잦은 트럭 시위로 인해 YG 엔터테인먼트의 사옥은 K-pop 팬덤 사이에서 '트럭 맛집'이라고도 불렸다.
아이돌 관련 트럭 시위에서 등장하는 메시지는 가수의 활동 촉구 및 지원, 그룹 해체 반대 (X1, 아이즈원), 악플러 처벌 등 가수 보호 (블랙핑크의 제니, 방탄소년단의 지민, 트와이스), 스케줄 조정 (방탄소년단), 특정 멤버 퇴출 요구 (IKON의 비아이, 엑소의 찬열과 첸) 등으로 다양하다.  
한편 2021년 5월 28일에는 이승기와 배우 이다인의 열애설이 공개되자, 이다인의 양아버지와 관련된 구설수로 둘의 만남을 반대하는 이승기 팬덤이 이승기 자택 앞에서 트럭 시위를 벌였다. 2021년 초에는 역사 왜곡 논란에 휘말린 드라마 "조선구마사"와 "설강화: snowdrop"의 폐지 및 제작 중단 메시지가 트럭을 통해 각각 SBS와 JTBC로 전달되었다. 
연예계에서 벌어지는 트럭 시위가 팬덤의 모든 의견을 반영하지는 않는다. 트로트 가수 임영웅의 팬클럽 '영웅시대'는 2021년 임영웅의 소속사에 대한 트럭 시위를 두고 '일부 팬들의 행동'이라며 선을 그었다.

### 게임계
트럭 시위가 게임계로 넘어온 계기로는 2020년 11월 프로게임단 T1의 사례가 주로 꼽힌다. T1의 팬덤은 코치진 선정에 대한 항의 및 선수 처우 개선을 요구하며 사옥 앞에 전광판 트럭을 보냈다. 이후 KT 롤스터의 팬덤도 트럭을 통해 게임단의 스토브리그 실패를 항의했다.
2021년 1월 '페이트/그랜드 오더'의 이벤트 취소, '프로야구 H2'의 게임 시스템 오류에 대한 유저들의 항의 표시를 시작으로, 바람의 나라: 연, 라그나로크 오리진, 타이니팜 유저들 역시 게임사의 불통을 지적하며 트럭 시위를 벌였다. 여기에 넥슨, 넷마블 등 대형 게임사의 확률형 아이템의 획득 확률 조작 의혹 등 불만이 터져나오면서 메이플스토리, 마비노기, 세븐나이츠2 유저들이 게임사 사옥에 트럭을 보내 확률 공개를 요구하였다. 엔씨소프트 역시 리니지M의 '문양' 아이템 가격 인하로, 기존 과금 유저들은 자신들이 손해를 보았다고 주장하며 트럭을 보냈다. 한편 2022년에는 우마무스메 프리티 더비의 한국서버 운영 문제로 인해 사용자들이 돈을 모아 마차 시위를 진행하였다.
연예계와는 달리 게임계 유저들은 트럭 시위에 전적으로 찬성했다. 대응이 잘 된 세븐나이츠2의 경우, 유저들이 게임사에 '커피 트럭'을 보내며 화해하기도 했다. 게임 웹진 인벤의 서형준은 게임계에서 트럭 시위가 발생한 원인으로 확률형 아이템에 대한 유저들의 피로감을 들며, "헤비 과금 게이머에게는 ‘뽑기’ 비용보다 트럭이 더 싸다"는 게이머들의 발언을 인용했다.

### 기타 분야
한국의 여자배구단 흥국생명-핑크 스파이더스의 팬들은 학교폭력 가해 전적이 있는 이재영, 이다영 선수의 복귀를 반대하며, 흥국생명 본사가 있는 마포구 일대에 트럭 시위를 벌였다. 2021년 8월에는 전국신혼부부연합회가 결혼식 하객 49인 제한 해제를, 10월에는 스타벅스커피 한국 지부 노동자들이 이벤트로 인한 노동량 가중을 줄여 줄 것을 요구하며 트럭을 통해 메시지를 송출했다.
KBO 리그 소속 프로 야구단 한화 이글스가 2021년 FA 시장에서 소극적인 행보를 보이자 한화 이글스의 팬들은 청계천로 한화빌딩과 여의도 63빌딩에 "아껴야 할 건 예산이 아니라 팬이다"라는 문구와 함께 트럭 시위를 진행했다. 민병헌, 양의지, 오재일 등 매년 선수 이탈을 경험한 두산 베어스 팬들도 트럭을 동대문두산타워와 분당두산타워, 잠실야구장 등에 보냈다.
K리그1의 프로 축구단 인천 유나이티드가 전달수 대표가 사의를 표하자 유정복 인천 시장에게 전달수 대표의 잔류를 요구하는 트럭을 보냈다.